# Andropogon munroi
Andropogon munroi là một loài thực vật có hoa trong họ Hòa thảo. Loài này được C.B.Clarke mô tả khoa học đầu tiên năm 1889.